# Liste der namibischen Leichtathletikrekorde
Die namibischen Leichtathletik-Landesrekorde sind die Bestleistungen von Athletinnen und Athleten mit namibischer Staatsangehörigkeit (bzw. südafrikanischer aber auf dem Territorium Südwestafrikas bis zu Unabhängigkeit Namibias 1990 lebender Personen), die in den verschiedenen Disziplinen der Leichtathletik aufgestellt worden sind. Die nachfolgenden Listen basieren überwiegend auf Angaben des Weltleichtathletikverbandes World Athletics.
Der Namibier Frankie Fredericks hält (Stand September 2021) vier afrikanische Rekorde, Christine Mboma einen.

## Freiluftrekorde

### Männer
| Disziplin               | Leistung     | Athlet                                                                        | Datum         | Ort                   |
| ----------------------- | ------------ | ----------------------------------------------------------------------------- | ------------- | --------------------- |
| 100 m                   | 9,86 s       | Frankie Fredericks                                                            | 3. Juli 1996  | Lausanne              |
| 200 m                   | 19,68 s      | Frankie Fredericks                                                            | 20. Aug. 1993 | Stuttgart             |
| 400 m                   | 46,14 s      | Daniel Haitembu                                                               | 26. Apr. 1980 | Bloemfontein          |
| 800 m                   | 1:46,62 min  | Daniel Nghipandulwa                                                           | 10. Apr. 2011 | Durban                |
| 1500 m                  | 3:45,35 min  | Reinholdt Iita                                                                | 5. Juni 1998  | Kotka                 |
| 3000 m                  | 8:13,86 min  | Ruben Indongo                                                                 | 9. Juni 2004  | Saint-Maur-des-Fossés |
| 5000 m                  | 13:46,91 min | Luketz Swartbooi                                                              | 12. März 1994 | Fullerton             |
| 10.000 m                | 28:38,2 min  | Mynhardt Kauanivi                                                             | 9. Apr. 2016  | Swakopmund            |
| Halbmarathon            | 1:1:26 h     | Luketz Swartbooi                                                              | 19. Sep. 1993 | Philadelphia          |
| Marathon                | 2:09:08 h    | Luketz Swartbooi                                                              | 18. Apr. 1994 | Boston                |
| 3000 m Hindernis        | 9:31,23 min  | Frank Kayele                                                                  | 19. Juni 1992 | Windhoek              |
| 110 m Hürden            | 1,;12 s      | Flip Bredenhann                                                               | 19. Nov. 1980 | Sasolburg             |
| 400 m Hürden            | 49,05 s      | Willie Smit                                                                   | 16. März 2001 | Roodepoort            |
| 400 m Hürden            | 49,05 s      | Willie Smit                                                                   | 5. Apr. 2002  | Germiston             |
| Hochsprung              | 2,18 m       | Max Schäfer                                                                   | 16. Apr. 1988 | Bloemfontein          |
| Stabhochsprung          | 4,84 m       | Johan Mostert                                                                 | 25. Feb. 1984 | Windhoek              |
| Weitsprung              | 8,27 m       | Chenoult Lionel Coetzee                                                       | 15. Apr. 2023 | Windhoek              |
| Dreisprung              | 16,78 m      | Roger Haitengi                                                                | 13. Feb. 2016 | Johannesburg          |
| Kugelstoßen             | 18,09 m      | Coenraad Kühn                                                                 | 25. Jan. 2025 | Swakopmund            |
| Diskuswurf              | 56,70 m      | Ryan Williams                                                                 | 14. Nov. 2020 | Windhoek              |
| Diskuswurf              | 56,70 m      | Ryan Williams                                                                 | 9. Juni 2022  | Port Louis            |
| Hammerwurf              | 52,78 m      | Walter Mostert                                                                | 23. Jan. 1982 | Windhoek              |
| Speerwurf               | 78,32 m      | Strydom van der Wath                                                          | 9. Mai 2015   | Potchefstroom         |
| Zehnkampf               | 5659614      | Timon Dresselhaus                                                             | 4. Mai 2019   | Natchitoches          |
| 20-km-Gehen             | 1:42,05 min  | Elvin Alberts                                                                 | 1. Juni 1995  | Windhoek              |
| 4-mal-100-Meter-Staffel | 39,22 s      | NationalstaffelEven Tjiviju Hitjivirue Kaanjuka Dantago Gurirab Jesse Urikhob | 15. Sep. 2015 | Brazzaville           |
| 4-mal-400-Meter-Staffel | 3:08,53 min  | NationalstaffelMahmad Bock Warren Goreseb Even Tjiviju Ernst Narib            | 30. März 2019 | Gaborone              |

### Frauen
| Disziplin               | Leistung      | Athletin                                                                                 | Datum         | Ort          |
| ----------------------- | ------------- | ---------------------------------------------------------------------------------------- | ------------- | ------------ |
| 100 m                   | 10,97 s AU20R | Christine Mboma                                                                          | 30. Apr. 2022 | Gaborone     |
| 200 m                   | 21,78 s WU20R | Christine Mboma                                                                          | 9. Sep. 2021  | Zürich       |
| 300 m                   | 34,60 s       | Beatrice Masilingi                                                                       | 18. Feb. 2023 | Pretoria     |
| 400 m                   | 48,54 s*      | Christine Mboma                                                                          | 30. Juni 2021 | Bydgoszcz    |
| 800 m                   | 1:59,15 m     | Agnes Samaria                                                                            | 29. Juli 2002 | Manchester   |
| 1500 m                  | 4:05,30 m     | Agnes Samaria                                                                            | 29. Juli 2008 | Fontvieille  |
| 3000 m                  | 9:21,58 m     | Beata Naigambo                                                                           | 3. Mai 2005   | Windhoek     |
| 5000 m                  | 15:44,53 m    | Helalia Johannes                                                                         | 2. Juni 2013  | Gaborone     |
| 10.000 m                | 33:42,19 m    | Elizabeth Mongudhi                                                                       | 25. Juli 1999 | Windhoek     |
| Halbmarathon            | 1:08:10 h     | Helalia Johannes                                                                         | 2. Feb. 2020  | Marugame     |
| Marathon                | 2:22:25 h     | Helalia Johannes                                                                         | 10. März 2019 | Nagoya       |
| 100 m Hürden            | 14,10 s       | Mercia Venter                                                                            | 18. März 2016 | Johannesburg |
| 400 m Hürden            | 58,68 s       | Lilianne Klaasman                                                                        | 17. Sep. 2015 | Brazzaville  |
| Hochsprung              | 1,82 m        | Orla Venter                                                                              | 30. Apr. 1993 | Gaborone     |
| Stabhochsprung          | 2,30 m        | Chenè de Wet                                                                             | 6. Apr. 2013  | Windhoek     |
| Weitsprung              | 6,05 m        | Ronel Moolman                                                                            | 9. Apr. 1994  | Windhoek     |
| Dreisprung              | 11,87 m       | Frieda Iithete                                                                           | 12. März 2022 | Windhoek     |
| Kugelstoßen             | 15,95 m       | Tuane Silver                                                                             | 2. Aug. 2022  | Cali         |
| Diskuswurf              | 46,42 m       | Wilma Bredenhann                                                                         | 22. Sep. 1991 | Kairo        |
| Hammerwurf              | 33,42 m       | Nadine van der Merwe                                                                     | 15. Juli 1995 | Windhoek     |
| Speerwurf               | 49,41 m       | Daria Smith                                                                              | 1. Juni 2002  | Windhoek     |
| Siebenkampf             | 5069          | Santie Binneman                                                                          | 3. Dez. 1983  | Windhoek     |
| 4-mal-100-Meter-Staffel | 43,76 s       | NationalstaffelNdawana Haitembu Beatrice Masilingi Nandi Vass Christine Mboma            | 22. Aug. 2021 | Nairobi      |
| 4-mal-400-Meter-Staffel | 3:40,21 m     | NationalstaffelTjipekapora Herunga Globine Mayova Mberihonga Kandovasu Lilianne Klaasman | 3. Mai 2015   | Nassau       |

*Nicht von World Athletics als Afrika- bzw. U20-Weltrekord anerkannt.

## Hallenrekorde

### Männer
| Disziplin  | Leistung  | Athlet             | Datum         | Ort       |
| ---------- | --------- | ------------------ | ------------- | --------- |
| 60 m       | 6,51 s    | Frankie Fredericks | 12. März 1993 | Toronto   |
| 100 m      | 10,05 s   | Frankie Fredericks | 12. Feb. 1996 | Tampere   |
| 200 m      | 19,92 s   | Frankie Fredericks | 18. Feb. 1996 | Liévin    |
| 300 m      | 32,36 s   | Frankie Fredericks | 28. Feb. 2003 | Karlsruhe |
| 400 m      | 47,35 s   | Dasheek Akwenye    | 16. Feb. 2008 | Nampa     |
| 800 m      | 1:51,27 m | Mao Tjiroze        | 2. Feb. 2002  | Pocatello |
| 3000 m     | 8:24,59 m | Luketz Swartbooi   | 10. Feb. 1995 | Pocatello |
| Hochsprung | 1,96 m    | Hans von Lieres    | 13. Juni 2015 | Cardiff   |
| Weitsprung | 7,88 m    | Stephan Louw       | 27. Feb. 2004 | Chemnitz  |

### Frauen
| Disziplin   | Leistung  | Athletin                | Datum         | Ort          |
| ----------- | --------- | ----------------------- | ------------- | ------------ |
| 60 m        | 7,44 s    | Beatrice Masilingi      | 1. Feb. 2024  | Gent         |
| 200 m       | 25,71 s   | Danica van Wyk          | 4. Feb. 2006  | Lubbock      |
| 400 m       | 55,44 s   | Tjipekapora Herunga     | 12. März 2010 | Doha         |
| 800 m       | 1:59,91 m | Agnes Samaria           | 15. Feb. 2005 | Stockholm    |
| 60 m Hürden | 10,52 s   | Agnes Samaria           | 10. März 2004 | Sindelfingen |
| Hochsprung  | 1,56 m    | Crislene Klein-Nienaber | 26. Sep. 2020 | Swakopmund   |